# 美佐島村
美佐島村（みさしまむら）は、かつて新潟県南魚沼郡にあった村。

## 沿革
- 1889年（明治22年）4月1日 - 町村制施行に伴い南魚沼郡美佐島村が村制施行し、美佐島村が発足。
- 1906年（明治39年）4月1日 - 南魚沼郡六日町、小栗山村、君帰村、欠ノ上村、余川村、川窪村、八幡村、大富村（一部）、三和村（一部）と合併し、六日町を新設して消滅。